# Аубакиров, Малгаждар
Малгаждар Аубакиров (5 мая 1934, аул Кызылжар Уйгентасского района Алматинской области — 10 июля 1996, Алма-Ата) — казахский композитор, дирижёр, заслуженный деятель искусства Казахстана (1995), профессор (1996).

## Биография
Происходит из рода уак.
Окончил Алматинскую государственную консерваторию (1955). В 1951—1953 годах домбрист оркестра Казахского телевидения и радио и оркестра народных инструментов им. Курмангазы. Участник Всемирного фестиваля молодежи и студентов в Бухаресте (1955) и Москве (1957). Дирижёр оркестра казахских народных инструментов им. Курмангазы (1955—1959), художественный руководитель Жамбылского областного оркестра народных инструментов (1959—61), советник-дирижер Баян—Улэгейского музыкального драматического театра (1965—1969). С 1991 года заведующий кафедрой Алматинской государственной консерватории.
Аубакиров — автор кюев для оркестра «Кеңілді жастар», «Құрман баба 175», «Тасқын»; для домбры «Сюита», «Талас», «Сарытөбе»; для кобыза «ҚараҚат», «Бала гулім», «Үш кезең», «Қазақ биі», «Сағыныш»; увертюры «Жас қанат».